# Напенкув
Напенкув (пол. Napęków) — село в Польщі, у гміні Беліни Келецького повіту Свентокшиського воєводства.
Населення — 655 осіб (2011).
У 1975-1998 роках село належало до Келецького воєводства.

## Демографія
Демографічна структура на день 31 березня 2011 року:
|          | Загалом | Допрацездатний вік | Працездатний вік | Постпрацездатний вік |
| -------- | ------- | ------------------ | ---------------- | -------------------- |
| Чоловіки | 329     | 85                 | 227              | 17                   |
| Жінки    | 326     | 85                 | 191              | 50                   |
| Разом    | 655     | 170                | 418              | 67                   |